# Demócrito Barbosa
Demócrito Barbosa (Rio de Janeiro, 25 de março de 1880 — Rio de Janeiro, 4 de abril de 1961) foi um militar e político brasileiro.
Filho de Francisco Pereira da Silva Barbosa (combatente da Guerra do Paraguai) e de Idalina da Silva Braga.
Em 22 de abril de 1892, ou seja, aos doze anos de idade foi matriculado como aluno interno na Escola Militar do Realengo. Quando completou os seus estudos, se matriculou na Escola Militar, da Praia Vermelha, em 3 de abril de 1899. Em 1901, terminou o curso das três armas na Escola Militar. 
Teve as seguintes promoções em sua carreira militar: Alferes Aluno do Exército, nomeado em 24 de fevereiro de 1902; 2º Tenente, em 31 de dezembro de 1906; 1º Tenente, em 1908; Capitão, em 21 de dezembro de 1917; Major, por merecimento, em 9 de fevereiro de 1923. Era Tenente-Coronel, quando assumiu o cargo de interventor.
Durante a Primeira Guerra Mundial foi enviado para a Escola Militar de Artilharia, em Fontainebleau, na França em uma Comissão cujo objetivo era realizar estudos para a implantação da aviação militar no Brasil.
Durante a Revolução de 1930, foi nomeado interventor no estado do Rio de Janeiro pela Junta Governativa Provisória, formada após a deposição do presidente Washington Luís, permanecendo no cargo até a chegada ao poder de Getúlio Vargas, quando foi substituído pelo deputado Plínio Casado, por força dos revolucionários fluminenses. No ano de 1932 foi nomeado chefe de gabinete do Ministro da Guerra. Foi para a reserva em 1933, após exercer a chefia da 1ª Circunscrição de Recrutamento.